# Јован Чемерикић
Јован Чемерикић (Призрен, 1890 — Ниш, 9. децембар 1944) био је професор српског језика, директор Прве мушке гимназије у Нишу, а у Другом светском рату и ратни председник општине Ниш до краја немачке окупације. Као Недићев службеник и сарадник, Југословенска војска у отаџбини, по ослобођења Ниша, ухапшен је и правоснажном пресудом осуђен на смрт због сарадње са окупатором. Стрељан је у Нишу, 9. децембра 1944. године на непознатој локацији.

## Живот и каријера
Рођен је у Призрену 1890. године као прво мушко дете у свештеничкој породици, од оца Ђорђа Чемерикића, који је више година радио у заплањском селу Ћелије.
Јован Чемерикић се школовао у српском интернату у Солуну заједно са Димитријем Љотићем, и када је и зачето њихово пријатељство које је трајало до краја Чемерикићевог живота.
Потом је завршио Филозофски факултет у Београду, и радио као наставник српског језика и књижевности у Прокупљу од 1908. до 1915. године. За време службовања у Прокупљу оженио се Даницом Спасојевић, ћерком Косте Спасојевића, народног посланика и краљевог пријатеља. Брачна веза му је обезбедила услове за каријеру, тим пре што му је поред таста Косте и један његов шурак Јован Спасојевић, лекар, добро познати, популарни „Жан” код спортске омладине, а други судија Миша Спасојевић, секретар краљеве канцеларије.
Према наводима Видосав Стевановић, просветног инспектора у Србији, Чемерикић је као ђак Јована Скерлића национално фанатизовао српску омладину...јер је...
као наставник био и претерано строг према ђацима.
На дужност директор Мушке реалне гимназије у Нишу поставњен је новембра 1935. и на том радном месту је био наредних шест година. Као једна од значајник и просветних и културних личности у граду Нишу, са супругом Даницом био је активан у раду и хуманитарним активностима градског Црвеног крста.

### Други светски рат
Директор гимназије
Како је Немачка окупациона власт, заједно са окружним начелством у Нишу покренула у мају 1941. године обнову наставу у дотадашњим нишким школама укључујући ту и Прву мушку гимназију, у њену обнову као директор укључио се и Чемерикић, са циљем да се у њој настава изводи по образовно—наставном програму који је требало да служи интересима фашистичких освајача и домаћих издајника. Број ђака и наставника се једно време смањио, да би да се потом повећао након доласка избеглих ђака и наставника из Македоније, Босне и Херцеговине, Словеније и других крајева. Тако је у гимназију, којом је руководио Ћемерикић прве године рата, дошло око 40 професора и 347 ученика.
Од Чемерикића као директора као и осталих професора гимназије Недићева власт је захтевала прво, да буду „чисти" Срби, друго, да буду надахнути „светосавским духом", треће, било је пожељно да буду мушкарци из уверења да жене-професори не могу да буду узор мушкој омладини. Јер су темељни принципи школе „Нове Србије“, требало да буду национализам и светосавље.
Као противник комунистичких идеја а у оквиру пропагандних мера окупатора, преко наставе у гимназији, Ћемерикић је наређивао да се свремена на време обрађују поједине теме са антикомунистичким садржајем, које су даване као писмени задатак.
Председник општине

Како према писању Видосав Стевановића нико није хтео да се на почетку Другог светски рат прихвати места председника нишке Општине, 
„Димитрије Љотић је понудио школском другу Јовану Чемерикићу да се прихвати места председника нишке Општине...са основним задатком да обавља обезбеђивање редовног снабдевања града храном и прихват избеглих лица...Тако је амбициозан и професорски наиван, Чемерикић напустио директорство гимназије и упао у замку.
Чемерикића је 25. марта 1942. у кабинету окружног начелника Чедомира Младеновића, примио дужност, и у свом првом интервјуу за Ново време, апострофирао очување реда и мира као најважнију ставку у свом програму.
Ниш је већ од средине априла 1941. био препун избеглица, па је у граду претила глад и немаштина. Непрестано путујући, у друштву општинског благајника Вилића, Чемерикић је обилазио околне вароши и места у потрази за намирницама – у околини Куршумлије је набавио хиљаду кубних метара дрва за огрев становника Ниша, а из Прокупља је допремио седам вагона брашна12 углавном намењених сиромашнијим становницима Ниша.
Јован Чемерикић је свој рад на дужности председника нишке општине све до 1944. године сводио углавном на покушаје да збрине велики број лица која су у Ниш дошла из свих крајева, највише са простора данашње Македоније и Словеније, а колико је било у његовој моћи снабдевао је храном заточенике логора на Црвеном крсту у Нишу.
Отварао је мензе и јавне кухиње, и настојао да се сузбију заразне болести због чега је непрестано организовао акције у сарадњи са Црвеним крстом, и држао предавања по селима.

### Хапшење и суђење
Непосредно по ослобођењу Ниша од Немаца, 14. октобра 1944. године, у граду и околини почела су и хапшења и припреме за суђење грађанима Ниша који су били осумњичени због сарадње са окупаторима или због чланства у покрету Драже Михаиловића, у атмосфери ексхумирања жртава око логора на Црвеном крсту и Бубњу.
Након што је ухапшен Јован Чемерикић је спроведен у један од неколико нишки затвора, у подрум зграде Нисимове палате, у коме су заједно са четницима били затворени: професор Шандоров, апотекар Дача Алексић, апотекар Драгутин Величковић, професор Драгољуб Прибишковић и Мирко Јовановић, директор Друге Мушке гимназије, ухапшен као љотићевац Ђорђе Денчић, чији је отац био угледни адвокат у граду, Никола Јовановић, Љубивоје Стефановић и Александра Стефановића.
Суђење које је одржано у кафани нишког хотела „Руски цар”, спроведено је на основу оптужнице коју је војни тужилац 13. корпуса Народноослободилачке војске Југославије подигао против Чемерикића, проглашавајући га је кривим по следећим тачкама:
1. Што је као саучесник са Мирком Живановићем, шефом Специјалне полиције у Нишу, и Марисавом Петровићем, командантом Петог добровољачког Љотићевог корпуса, учествовао у организовању оружане формације - добровољачког корпуса који је помагао окупатору борећи се против народноослободилачког покрета.
2. Што је припремао организовање школске омладине у четнички одред.
3. Што је материјалним средствима помагао оружане одреде Драже Михајловића.
4. Што је једном речју и писменим путем радио у инетересу окупатора и против народноослободилачког покрета.
5. Што је био припадник покрета ‘’Збор” Димитрија Љотића који је непријатеља помагао и морално и материјално и оружано.
6. Што је као председник општине масовно одводио грађане Ниша у Борски рудник на кулук или на чување страже по железничким пругама, чиме је директно користио интересима окупатора.
7. Што је као директор гимназије за време окупације школску омладину васпитавао у фашистичком духу.
Током процеса тужилац је одустао од оптужбе под тачком 3, а оптужба под тачком 5 отпала је као недоказана.

Исход суђења овако је описао нишки историчар Небојша Озимић: 
 Колико год да се јавни тужилац трудио, знао је да никаква нечасна радња није постојала са стране оптуженог, тако да је било тешко донети пресуду каква се очекивала. На овом месту ступа на снагу сведочење Радомира Арнаутовића Милета, некадашњег ученика Прве нишке гимназије, у тренутку суђења један од четворице водећих људи ОЗНе за нишки срез
Пресудом је оптужени Јован Чемерикић кажњава казном смрти за дело издајства и сарадње са окупаторским властима. Стрељан је далеко од очију јавности, 9. децембра 1944. године а гроб му се ни данас не зна.